# Kill Your Boyfriend
Kill Your Boyfriend est un comics écrit par Grant Morrison et dessiné par  Philip Bond et D'Israeli, publié aux États-Unis sous le label Vertigo de DC Comics en juin 1995. 

## Synopsis
L'histoire est une lugubre satire sur la jeunesse culturelle du Royaume-Uni. C'est l'histoire d'une adolescente de la classe moyenne qui connaît une vie peu excitante jusqu'au jour où elle rencontre un jeune homme qui la convaincra de tuer son petit ami. Par la suite, la paire connaîtra une série d'aventures anarchiques à travers le Royaume-Uni. 
Le duo fera connaissance avec un groupe de voyageurs anarchistes. La paire commettra des crimes et des expériences sexuelles jusqu'à leur arrivée à Blackpool où ils connaîtront leur destin. 